# Les Aventures de Buzz l'Éclair (jeu vidéo)
Les Aventures de Buzz l'Éclair est un jeu vidéo de plates-formes sorti en 2000 sur Dreamcast, Game Boy Color, PlayStation et Windows. Le jeu a été développé par Traveller's Tales et édité par Activision.
Le jeu est basé sur la série télévisée d'animation Les Aventures de Buzz l'Éclair.

## Accueil
- Jeuxvideo.com : 10/20 (PS)[1] - 11/20 (GBC)[2]